# Вітторіо Джаннанастасіо
Вітторіо Джаннанастасіо (італ. Vittorio Giannattasio; 13 серпня 1904, Сан-Джузеппе (Неаполь) — 29 березня 1941, Середземне море) — італійський морський офіцер. Проходив службу у Королівських військово-морських силах Італії під час Другої світової війни.

## Біографія
Вітторіо Джаннанастасіо народився 19 серпня 1904 року в Неаполі, район Сан-Джузеппе. У віці 13 років вступив до Військово-морської академії в Ліворно, яку закінчив у 1922 році у званні гардемарина. У 1924 році отримав звання молодшого лейтенанта, у 1927 році - лейтенанта. Спеціалізувався на системах управління вогнем, вивчав артилерію та балістику у Військово-морській академії протягом 1931-1934 років.
У 1936 році отримав звання капітана III рангу, був призначений на крейсер «Горіція» начальником артилерії. У 1938 році був призначений командувачем ескадри міноносців, ніс флагманський прапор на міноносці «Кассіопея». У 1939 році отримав звання капітана II рангу і був переведений у Військово-морську академію, де викладав артилерійську справу.
Зі вступом Італії у Другу світову війну подав рапорт про переведення на флот і був призначений заступником капітана на крейсер «Зара». Відзначився під час битви біля Пунта Стіло.
28 березня 1941 року під час бою біля мису Матапан крейсер «Зара» був серйозно пошкоджений, загорівся і втратив хід. Капітан корабля віддав наказ затопити корабель. Декілька офіцерів, серед них Вітторіо Джаннанастасіо, Умберто Гроссо, Доменіко Бастіаніні, добровільно кинулись в пороховий погріб, щоб підірвати корабель. У цей час в корабель влучили 4 торпеди, випущені з британського есмінця «Джервіс». Від влучання торпед вибухнули погреби боєзапасу. Близько 2:30 корабель затонув.
Загинуло 782 члени екіпажу, включаючи командира дивізії адмірала Карло Каттанео, капітана корабля Луїджі Корсі та його заступника Вітторіо Джаннанастасіо.
Вітторіо Джаннанастасіо посмертно був нагороджений золотою медаллю «За військову доблесть».

## Нагороди
- Золота медаль «За військову доблесть»

## Вшанування
На честь Вітторіо Джаннанастасіо планувалось назвати один з есмінців типу «Команданті Медальє д'Оро», але будівництво не було завершене.